# Aripert I.
Aripert I. (nebo též Aribert) byl langobardský král (653–661) v Itálii. Byl synem Gundoalda, vévody z Asti, který překročil Alpy z Bavorska, spolu se svou sestrou Theolindou. Jako příbuzný bavorského vévodského dvora se řadí k Bavorské dynastii.
Byl prvním římskokatolickým králem Langobardů, byl zvolen po zavraždění ariánského Rodoalda. Spíše než válečník je převážně známý zakládáním kostelů. Rozšířil katolickou víru po celé langobardské říši. Zanechal království v míru a požádal šlechtice, aby společně zvolili za nástupce jeho dva syny: Perctarita a Godeperta, což udělali.